# Magnum (série télévisée)
Pour les articles homonymes, voir Magnum.
Pour le remake, voir Magnum (série télévisée, 2018).
Magnum P.I
Magnum (Magnum, P.I.) est une série télévisée américaine en 162 épisodes de 50 minutes, créée par Glen A. Larson et Donald P. Bellisario et diffusée entre le 11 décembre 1980 et le 1er mai 1988 sur CBS.
En France, la série est diffusée à partir du 13 décembre 1981 dans Dimanche Martin sur Antenne 2. Rediffusion et épisodes inédits en 1988 sur M6 jusqu'au début 1992. Rediffusion sur Antenne 2/France 2, France 3, TF1, France 4, 13e rue, Jimmy et TV Breizh, ainsi qu'au Québec à partir du 5 septembre 1984 sur TVA.
En 2018, la série fait l'objet d'un reboot avec Magnum ; la bande-annonce réalisée par Justin Lin est diffusée sur CBS en mai et la série est diffusée à partir du 24 septembre 2018,.

## Synopsis
Ancien combattant de la guerre du Vietnam, Navy Seal puis lieutenant de vaisseau à l'Office of Naval Intelligence, Thomas Sullivan Magnum IV s'occupe désormais de la sécurité d'une des propriétés du célèbre écrivain de romans policiers Robin Masters située à Oahu dans l'archipel d'Hawaï. C'est à la suite d'un pari perdu que l'auteur à succès a laissé à Thomas Magnum la jouissance de sa maison d'amis et de sa Ferrari 308 GTS, à la condition qu'il assure la sécurité de sa résidence.
Magnum partage le domaine avec Jonathan Quayle Higgins III, un majordome britannique rigide, ancien soldat de l'armée des Indes. Higgins supporte mal la décontraction de Magnum et lui rend la vie difficile avec ses deux dobermans, Zeus et Apollon tout en apprenant à le connaitre au fil des épisodes et finalement l'apprécier.
Magnum travaille désormais comme détective privé (d'où le P.I. en VO signifiant Private Investigator). Il fait souvent appel à ses amis Terry et Rick, eux aussi vétérans de la guerre du Vietnam . Terry est un pilote d'hélicoptère reconverti dans le tourisme aérien et Rick est devenu gérant d'un club select situé en bord de mer, le King Kamehameha.

## Distribution

### Acteurs principaux
- Tom Selleck (VF : Francis Lax) : Thomas Sullivan Magnum IV
- John Hillerman (VF : Jacques Ebner) : Jonathan Quayle Higgins III
- Roger E. Mosley (VF : Serge Sauvion {saison 1}, Sady Rebbot puis Régis Ivanov {saisons 2 à 8}) : Theodore « Terry » Calvin (T.C. en VO)
- Larry Manetti (VF : Yves-Marie Maurin ou Patrick Borg selon les épisodes) : Orville Wilbur Richard « Rick » Wright

### Acteurs récurrents
- Jeff MacKay : le capitaine Mac Reynolds / Jim Bonnick / Ski
- Jean Bruce Scott : le lieutenant Maggie Poole
- Gillian Dobb : Agatha Chumley
- Kwan Hi Lim (en) : le lieutenant Tanaka
- Elisha Cook Jr. : Ice Pick (Pic à glace, As de Pique)
- Lance LeGault : le colonel Buck Greene
- Kathleen Lloyd : Bridget Archer (épisode « Les ultimes honneurs ») / Carol Baldwin

### Vedettes invitées (guest-stars)
De nombreuses personnalités ont fait des apparitions dans la série en tant que guest-stars, parmi lesquelles :
- Lew Ayres
- Noah Beery Jr.
- Christine Belford
- Donald Bellisario
- Anne Bloom
- Ernest Borgnine
- Paul Burke
- Carol Burnett
- Stephen J. Cannell
- Darleen Carr
- Carol Channing
- Margaret Colin
- Elisha Cook Jr.
- Scatman Crothers
- John D'Aquino
- Tyne Daly
- Ted Danson
- Phyllis Davis
- Peter Davison
- Dana Delany
- James Doohan
- Shannen Doherty[4]
- Marta DuBois (Michelle Hue ; 6 épisodes)
- Samantha Eggar
- Morgan Fairchild
- Norman Fell
- José Ferrer
- Miguel Ferrer
- Bruce Forsyth
- Beverly Garland
- Erin Gray
(saison 1, épisode 17 : Joy « Digger » Doyle)
- Alan Hale, Jr.
- Melora Hardin
- Roland Harrah III (en)
- David Hemmings
- Pat Hingle
- Rebecca Holden
- Cork Hubbert
- John Ireland
- Henry Jones
- Clyde Kusatsu
- Angela Lansbury
(en tant que Jessica Fletcher de la série Arabesque)[4]
- Anne Lockhart
- June Lockhart
- Robert Loggia
- William Lucking
- Patrick Macnee
- Meredith MacRae
- Andrea Marcovicci
- Ron Masak
- Mercedes McCambridge
- Darren McGavin
- Gerald McRaney et Jameson Parker (en tant que Rick Simon / A. J. Simon de la série Simon et Simon)[4]
- Ian McShane
- Vera Miles
- Cameron Mitchell
- Vic Morrow
- Kathleen Nolan
- Thaao Penghlis
- Larry Pennell
- Nehemiah Persoff
- Robert Pine
- Deborah Pratt
- Joe Regalbuto
- Judge Reinhold
- Alfonso Ribeiro
- Kim Richards
- Mimi Rogers[4]
- Richard Roundtree
- Shavar Ross
- Barbara Rush
- Joe Santos
- John Saxon
- Anne Schedeen
- Jacqueline Ray Selleck
- Sylvia Sidney
- Frank Sinatra[4]
- Jill St. John
- Sharon Stone
(saison 5, épisodes 1 et 2)[4]
- W. K. Stratton
- Anne Twomey (en)
- Leslie Uggams
- Barry Van Dyke
- Marcia Wallace
- Fritz Weaver
- Dennis Weaver
- Red West
- James Whitmore Jr.
- William Windom
- Joseph Wiseman
- Dana Wynter
(saison 2, épisode 19 : Lydia Ross ; saison 3, épisode 8 : Velma Troubshaw)

## Épisodes
La série comporte 8 saisons pour un total de 162 épisodes.

## Personnages

### Thomas Sullivan Magnum IV

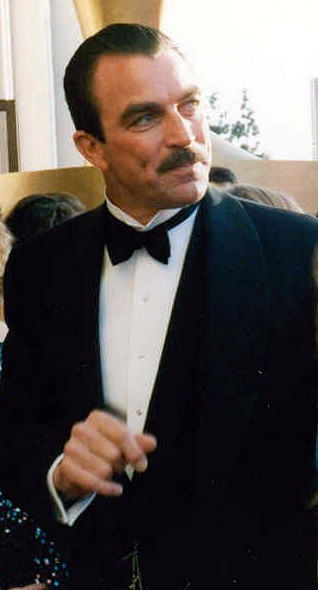
Tom Selleck (Thomas Magnum) en 1989.

Thomas Sullivan Magnum est né le 8 août 1945 ; c'est un ancien officier de l'unité d'élite des SEAL de l'US Navy. Il appartenait aux services secrets de la Navy avant sa démission.
Il porte une moustache depuis sa période au Vietnam, qu'il ne rasera jamais. C'est à son retour du Vietnam qu'il décide de devenir détective privé. Son père, Thomas Sullivan Magnum III, est mort pendant la guerre de Corée. Magnum porte toujours avec lui sa montre, une Rolex Gmt Master qu'il lui a léguée. Il a aussi un demi-frère. Sa tante, Phoebe Sullivan, est une écrivaine qui a reçu le prix Pulitzer ; il a passé des vacances à Paris avec elle, se rendant  notamment aux Folies Bergère.
Magnum habite dans la résidence hawaïenne de Robin Masters, un riche écrivain énigmatique (on ne verra jamais son visage dans la série), et qui est le plus souvent absent de sa propriété d'Hawaï (l'acteur Orson Welles jouera la voix de Robin Masters lorsqu'on l'entendra au téléphone).
Magnum se dispute régulièrement avec Higgins, le majordome de la propriété de Masters, car ils n'ont pas la même façon de voir les choses. En effet, alors qu'Higgins a de « bonnes manières » héritées de son éducation rigide toute britannique, Magnum lui est très décontracté : il passe son temps libre à boire de la bière devant des matchs de baseball ou de football américain retransmis à la télévision. Son film préféré est Stalag 17. Ses autres passions sont : conduire la Ferrari de Robin Masters, nager et faire des balades en surf à pagaie. Il boit de la bière « Old Düsseldorf ».
Il est vêtu en permanence d'un short et d'une chemise hawaïenne accompagnés d'une sempiternelle casquette de baseball des Detroit Tigers, vissée sur son crâne. Il n'est pas soigneux et son « chez lui » (sa chambre à la résidence Masters) est un vrai bazar. Il emporte toujours avec lui ses objets fétiches : un masque de gorille et un poulet en plastique.
Côté travail, on lui confie — à la grande surprise d'Higgins — un grand nombre d'affaires d'enquêtes plus ou moins dangereuses. Mais, pour ce faire, Magnum utilise souvent — au sens propre comme figuré — ses amis Rick pour pêcher des informations, Terry pour se déplacer en hélicoptère, Mac pour fouiller dans les ordinateurs de la Marine ou encore Carol Baldwin (Kathleen Lloyd) pour les affaires judiciaires (elle est assistante du procureur). Magnum fera aussi plusieurs fois équipe avec un autre détective privé plus âgé, Luther H. Gillis (Eugene Roche), mais ils ne s'entendent pas toujours très bien car ils n'ont pas les mêmes méthodes de travail.
Magnum utilise tous les moyens disponibles pour résoudre ses enquêtes, y compris en entrant par effraction chez les suspects. Il est le plus souvent armé d'un Colt M1911. Quand il est fatigué (même s'il se lève habituellement à midi), il aime à se prélasser dans la piscine d'eau de mer de la résidence Masters.
Il a été marié à une femme prénommée Michelle et a une fille, Lily Catherine. Il croyait sa femme morte au début de la série, mais celle-ci ne décédera en fait que dans la dernière saison.
À la fin du dernier épisode, Magnum se réengage dans la Marine avec le grade de Commander (capitaine de frégate).

### Jonathan Quayle Higgins III

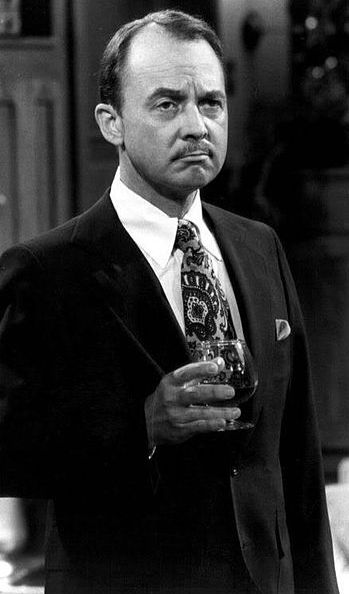
John Hillerman (Higgins) en 1977.

Souvent surnommé « P'tit bonhomme » par Magnum, Higgins est le majordome du domaine hawaïen de Robin Masters. Il est d'origine britannique et c'est un vrai gentleman. Contrairement à Magnum, il emploie un langage très châtié voire ampoulé. Il est toujours parfaitement habillé, est très pointilleux et prend toujours soin de tout. C'est d'ailleurs pour cela qu'il s'énerve lorsque Magnum ne prend pas soin de la Ferrari 308 GTS de Robin Masters et roule avec sur les massifs de fleurs. Higgins porte une attention toute particulière à la sécurité de la propriété. Pour cela, il a fait installer un ensemble de dispositifs vidéo et électroniques, mais il a surtout ses deux fidèles compagnons dobermanns (Zeus et Apollon) à qui il parle tout le temps (il semblerait d'ailleurs qu'ils comprennent ce qu'il dit) et dont Magnum a une peur bleue.
Il s'occupe de la réception des hôtes de Robin Masters, et il lui arrive parfois de participer aux enquêtes de Magnum. Mais de toute façon, il est toujours là pour lui donner des conseils car au fond, même s'ils ne s'entendent pas toujours bien, ils sont de bons amis. Mais quand Higgins demande un service à Magnum, celui-ci en profite pour lui demander un extra, comme les clefs de la cave à vins, la télé grand écran ou encore la permission de jouer sur le terrain de tennis pendant deux semaines de suite.
Higgins a servi pendant la seconde Guerre mondiale en Asie du Sud-Est et il parle souvent de stratégie militaire ou de son glorieux passé avec son régiment (il a même construit une maquette en allumettes du pont de la rivière Kwaï qu'il expose fièrement sur un meuble de son bureau et que Magnum fera joyeusement exploser dans un épisode), ce qui ennuie tout le monde et en particulier Magnum. À la fin de la série, la possibilité qu'Higgins soit M. Masters est suggérée. Dans le dernier épisode, Higgins avouera à Magnum qu'il est bien Robin Masters comme celui-ci le suspectait, mais il se rétractera (en invoquant un « poisson d'avril ») quelques minutes avant la fin de l'épisode (et donc de la série). C'est un authentique lord. Il a fait une école d'officier mais, par devoir envers ses camarades, il refusera d'en dénoncer un et sera renvoyé. Il s'engagera comme simple soldat. Il a une sœur, des neveux et plusieurs demi-frères, des suites des amours de son père pendant son service dans plusieurs pays appartenant au Commonwealth (entre autres le père Paddy McGuinness).

### Theodore «Terry» Calvin

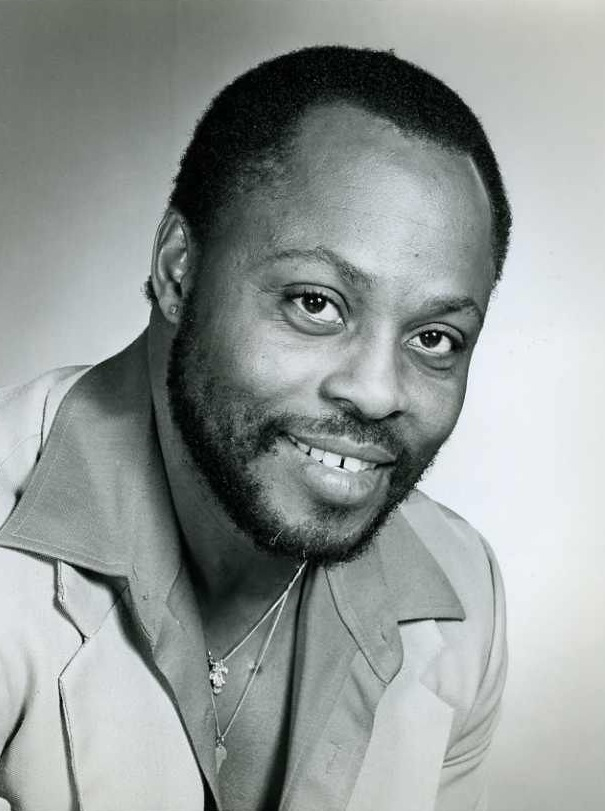
Roger E. Mosley (Terry) en 1980.

Parfois aussi surnommé « T.C. » (comme dans la VO de la série), Terry est un pilote d'hélicoptère que Magnum a rencontré au Vietnam. Il possède une petite société de transport aérien nommée Island Hoppers et fait visiter aux touristes les îles de l'archipel aux commandes de son Hughes MD 500. Entre deux vols, il s'occupe d'un groupe d'enfants, qui en échange lui rendent de petits services, comme laver et briquer son hélicoptère. Mais son temps libre est réduit par les demandes de Magnum, qui le sollicite en effet sans cesse pour ses enquêtes.
Il lui demande souvent de le transporter avec son hélico, mais en fait, ça va souvent au-delà du simple voyage d'agrément. Généralement, il se prend une ou plusieurs balles dans la verrière ou la carlingue de sa machine. C'est pour ça qu'il faut beaucoup de temps avant qu'il se décide à accepter d'aider Magnum, d'autant que celui-ci ne paye ni les dégâts ni le carburant. Terry a été marié à une femme nommée Tina mais il a divorcé. Il a un fils appelé Bryant et une fille appelée Melody, fils dont il s'occupera à la fin de la série. Dans le dernier épisode, il semblera se réconcilier avec son ex-épouse.

### Orville Wilbur Richard «Rick» Wright
Magnum a également rencontré Rick au Vietnam : il était le mitrailleur de l'hélicoptère de Terry. Rick est le gérant du King Kamehameha Club dont Robin Masters est le propriétaire (parmi de nombreux autres clubs). Autrefois, Rick était mêlé à des affaires louches et il le cache. Mais Magnum, lui, le sait et c'est son principal moyen de pression pour qu'il l'aide.
Rick aide surtout Magnum à trouver des renseignements car il a gardé des relations dans les milieux louches comme un vieil homme surnommé « Pic à glace » (Elisha Cook) dont le vrai nom (Francis Hofstetler) est révélé dans le seizième épisode de la saison 6 intitulé Cette île n'est pas assez grande, il est par ailleurs à noter que son nom original « Ice Pick » a donné lieu à plusieurs traductions et interprétations, « Ice Pick », (en français "Pic à glace") ayant une sonorité proche de « As de pique » (en français). Mais Magnum le sollicite aussi avec Terry pour aller sur le terrain. Et à chaque fois qu'il se bat avec quelqu'un, il perd le combat et se retrouve souvent amoché. À la fin de la série, il va tomber amoureux d'une femme appelée Alice Cleopatra « Cleo » Mitchell et dans le dernier épisode, il organise son mariage. Cependant on ne sait pas s'il se marie avec elle ou non car il hésite à dire « je le veux » avant de finalement commencer à le dire mais le générique de fin coupe à ce moment-là.

### Lieutenant Mac Reynolds
Mac était avec Magnum au Vietnam et ils sont restés amis depuis. Contrairement à Magnum, Mac est resté dans l'US Navy et il peut ainsi fournir des informations à Magnum pour ses enquêtes, tout en faisant attention à ne pas se faire surprendre par son supérieur, le colonel « Buck » Greene (Lance LeGault), qui était autrefois également celui de Magnum mais qui ne lui porte aucune estime, voire lui est hostile.
À cause des réticences de Mac, Magnum doit souvent insister en utilisant son point faible : la gourmandise. Il lui apporte toujours des glaces ou des gâteaux. Mac mourra au début de la 3e saison de la série. Il sera tué dans l'explosion de la Ferrari de Robin Masters qui avait été piégée pour tuer Magnum. Mais plus tard (début de la 5e saison de la série), Magnum rencontrera le sosie de Mac qui l'aidera à son tour. Ce sosie s'appelle Jim Bonnick mais Magnum, traumatisé, l'appellera aussi Mac !

### Lieutenant Maggie Poole
Après la mort de Mac, c'est le lieutenant Poole (qui fait également partie de l'US Navy) qui servira d'informateur à Magnum. Elle est plus résistante que Mac aux pâtisseries fines et Magnum est obligé de jouer sur son bon cœur.

### Agatha Chumley
Agatha est une amie très « distinguée » d'Higgins. Elle l'aide à préparer les réceptions. Elle est toujours gentille et serviable mais souvent ridicule par son attitude psycho-rigide.

### Lieutenant Tanaka
Le lieutenant Tanaka, d'origine japonaise, fait partie de la police hawaïenne. Il s'occupe parfois d'enquêtes dont se mêle Magnum. Il lui arrive donc de le gêner ou de l'interpeller, voire de l'envoyer en cellule. Mais la plupart du temps, il essaye de résoudre l'affaire avec Magnum. Ils sont donc bons amis, d'autant plus qu'ils soutiennent tous les deux les Tigres, une équipe de baseball. Il mourra dans l'épisode L'étoffe d'un champion (Tigers fan) de la saison 8.

## Autour de la série

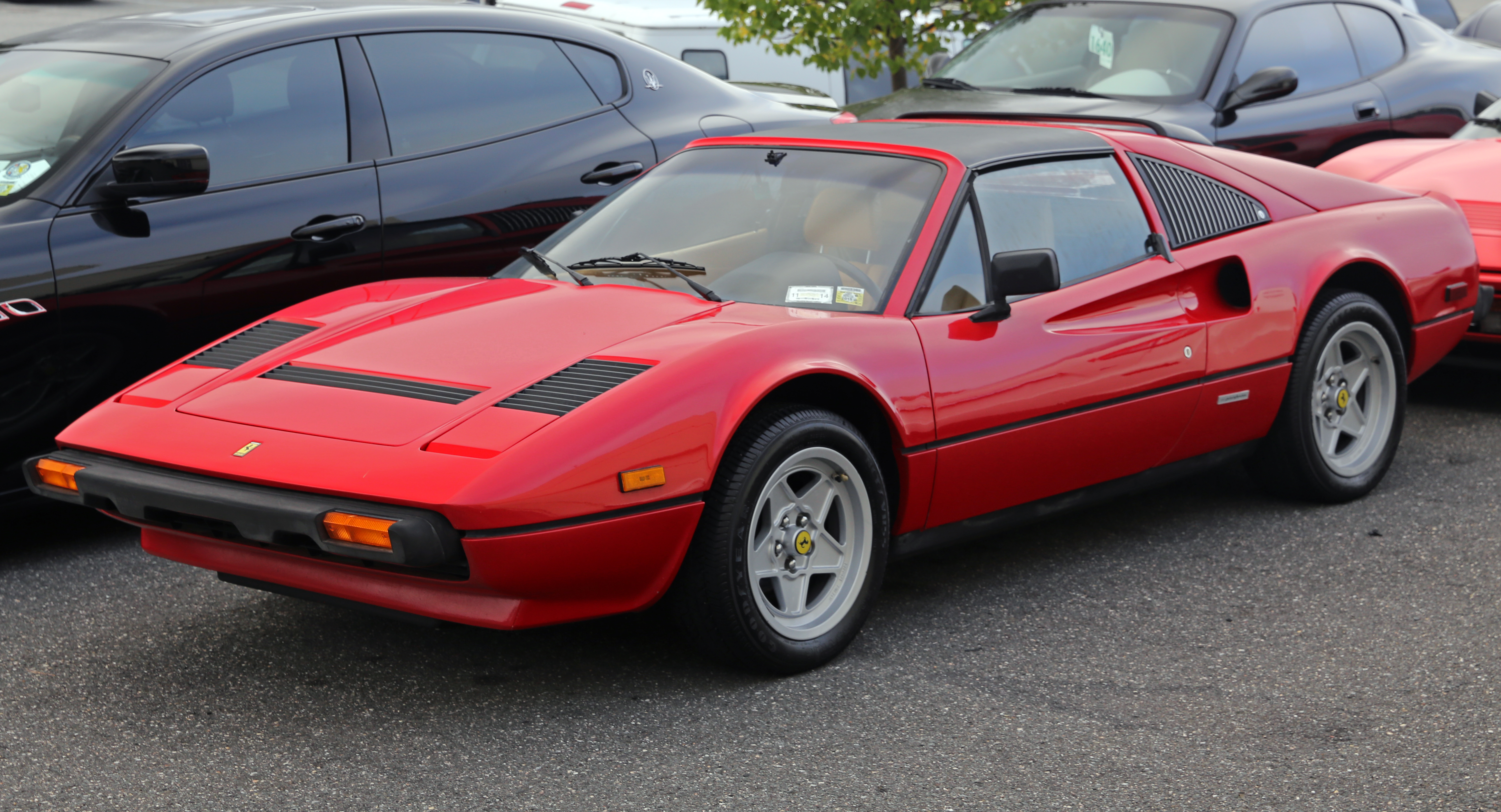
Une Ferrari 308 GTS modèle US, similaire à celle utilisée par Magnum dans la série.

### La série
- Une des raisons pour lesquelles la série situe son histoire à Hawaï est que CBS ne voulait pas fermer ses bureaux de production lorsque la série Hawaï police d'État s'est arrêtée en 1980[4]. La production de Magnum commença la même année[4] et contient d'ailleurs de nombreuses références à Steve McGarrett et Hawaï police d'État, bien que McGarrett lui-même ne fasse aucune apparition dans la série. Ainsi, la propriété de Robin Masters peut être aperçue dans l'épisode 2 saison 2 de la série Hawaï Police d’État. Elle se situe sur la côte est de l'île d'Oahu près du Sea Life Park Hawaii[5]. On trouve à quelques centaines de mètres le long de la plage le fameux ponton de l'hélicoptère de Terry.
- Initialement, les producteurs voulaient que Magnum conduise une Porsche 928. Ils demandèrent à la marque s'il était possible de modifier le modèle pour l'équiper d'un grand toit ouvrant, afin de faire des prises de vue aériennes. Mais la politique de Porsche à cette époque n'autorisait pas la réalisation de commandes spéciales. Les producteurs se rabattirent donc sur une Ferrari 308 GTS, modèle qui a été un succès grâce à la série[6].
- La 7e saison devait marquer la fin de la série, et lorsque Magnum se fait tirer dessus dans le dernier épisode (Du côté de chez Mac), il meurt et devient un esprit pendant tout l'épisode, et à la fin on le voit monter au ciel. Mais à la suite des plaintes des fans, Tom Selleck et CBS ont accepté de faire une 8e et ultime saison[4].
- En 1981, l'épisode La Poupée chinoise a obtenu le Prix Edgar-Allan-Poe du meilleur épisode de série télévisée.

### Changements après le pilote
Comme toutes séries, Magnum subit quelques aménagements entre le double épisode pilote de la série (« Surtout pas de neige à Hawaï ») et l'épisode suivant (« La Poupée chinoise ») :
- l'intérieur de la propriété de Robin Masters est aménagé différemment ;
- Rick ne travaille plus au Rick’s Café Americain, une boîte de nuit, habillé à la Humphrey Bogart (le Rick’s Café Américain est le nom du night-club dans le film Casablanca) ; mais dans un club situé sur le front de mer, le King Kamehameha ;
- la Ferrari de Robin Masters, conduite par Magnum, change de plaque d'immatriculation : la plaque « 56E-478 » devient « ROBIN 1 » ;
- au fil des épisodes, la musique jazzy de Ian Freebairn-Smith (en) est progressivement remplacée par les thèmes contemporains de Mike Post.

### Incidents
Le tournage de la saison 1 fut marquée par de graves événements :
- la production à peine lancée, le tournage est repoussé de plusieurs mois en raison d'une grève des acteurs.
- après avoir tourné trois épisodes, Tom Selleck tombe malade et passe plusieurs jours au lit.
- à la suite d'une soirée mouvementée, Larry Manetti (Rick) ramène une jeune femme dans sa chambre. Celle-ci fait par la suite une overdose. Pour échapper au scandale, la production étouffe l'affaire.
- lors du tournage de l'épisode 6 Dans la peau, le cameraman Robert Van der Kar trouve la mort dans un accident d'hélicoptère. L'épisode lui est dédié.

### Tom Selleck
- Lorsqu'on lui a proposé le rôle de Thomas Magnum, Tom Selleck était sur le point de mettre un terme à sa carrière d'acteur, n'ayant connu jusque-là que des échecs à la télévision. Mais devant respecter son contrat avec Universal, il se doit de s'y engager. Jugeant le concept peu consistant, il demande alors que le script soit remanié par Donald P. Bellisario. Ce dernier étoffe davantage la série en créant les personnages de Terry et Rick, les amis que Magnum a rencontrés pendant la guerre du Vietnam, ainsi que le mystérieux et riche écrivain Robin Masters qui emploie et loge Magnum.
- En acceptant de devenir Magnum, Tom Selleck a dû signer une clause d'exclusivité. C'est pourquoi il n'a pas pu accepter le rôle d'Indiana Jones dans Les Aventuriers de l'arche perdue[4], alors que Steven Spielberg et George Lucas l'avaient trouvé très convaincant lors des essais. À cause d'une grève des acteurs, le tournage de la série a été repoussé de plusieurs mois[4]. Tom Selleck aurait donc pu participer au film mais entretemps, Harrison Ford avait été choisi pour tenir le rôle d'Indiana Jones[4]. L'épisode 10 de la saison 8, À la recherche de l'art perdu, s'inspire de la saga Indiana Jones.
- En France, Magnum est doublé par le comédien Francis Lax, qui double également Harrison Ford, et dont la voix très caractéristique apporte une subtilité comique au personnage qui a largement contribué au succès de la série en France.
- En VO, Magnum parle trois langues : anglais, français et vietnamien.
- Magnum reste dans la mémoire collective comme la plus belle moustache de la télévision[7].
- Le personnage brise régulièrement le quatrième mur en regardant directement la caméra pour exprimer sa complicité avec le (télé)spectateur.

### Les autres acteurs
- John Hillerman n'incarnait pas uniquement le personnage d'Higgins mais également tous ses demi-frères, sous divers accoutrements : un curé irlandais, un cowboy et un aristocrate sud-américain[4].
- Roger E. Mosley, en proie à des problèmes d'alcoolisme durant la deuxième saison, a accusé toute l'équipe de racisme et a quitté la série pendant quelques mois, avant de revenir et de présenter ses excuses.

### Robin Masters
Le visage de l'énigmatique Robin Masters n'a jamais été dévoilé. Les producteurs avaient envisagé de le montrer à la fin de la série, mais Orson Welles — qui lui prêtait sa voix dans la version originale — est mort en 1985, trois ans avant l'arrêt de Magnum.
Finalement, au début de la deuxième partie du dernier épisode de la 8e saison (« À la recherche de Lily - 2e partie » ; « Resolutions - Part 2 »), Higgins avouera être Robin Masters, avant de déclarer le contraire à la fin de ce même épisode, même si, dans l'épisode 17 de la saison 1 (« Les Fouineuses »), on voit (en silhouette) Robin Masters attaqué en France par des truands, et si on le voit à nouveau (de dos) dans son jet privé appeler Higgins pour faire préparer la propriété pour son arrivée ; on peut donc penser qu'Higgins ne peut pas être Robin.
Cependant, questionné par Magnum sur ce personnage, Higgins lui confiera qu'il s'agissait d'un comédien chargé de jouer ce rôle et de vivre dans un univers de mondanité et de luxe, un monde que Higgins réprouve mais qui est indispensable à la crédibilité de l'image du célèbre écrivain.

### Le Vietnam
- La guerre du Vietnam, dont Magnum et ses deux amis sont des vétérans, occupe une place importante dans les enquêtes (Magnum était un officier de l'unité d'élite des SEAL de l'US Navy, Terry était pilote d'hélicoptère dans une unité de l'United States Marine Corps stationnée à Đà Nẵng, Rick étant son mitrailleur).
- À l'époque des premiers épisodes, en 1980, les séquelles de cette guerre étaient encore très présentes dans la société américaine. Les vétérans étaient très mal perçus et le sujet n'était pas traité à la télévision et au cinéma. Il faut attendre la sortie de Rambo, en 1982, et l'arrivée de la série L'Agence tous risques (The A-Team) pour que le grand public s'intéresse à nouveau à ce conflit.
- La façon réaliste dont le trouble de stress post-traumatique est traité dans plusieurs épisodes a d'ailleurs été étudiée dans certaines universités américaines. Preuve des dégâts irréversibles de cette guerre, Magnum n'hésite pas, dans l'épisode Avez-vous vu le soleil se lever ? (2e épisode de la troisième saison) à abattre de sang-froid un ancien conseiller militaire soviétique qui les avait torturés alors qu'ils avaient été faits prisonniers par les troupes nord-vietnamiennes.

### Divers
- La maison de Robin Masters, construite en 1933, a été démolie en avril 2018[8].

## Récompenses
- Golden Globes 1982 : meilleur acteur dans un second rôle dans une série, une minisérie ou un téléfilm pour John Hillerman
- Emmy Award 1984 : meilleur acteur dans une série dramatique pour Tom Selleck
- Golden Globes 1985 : meilleur acteur dans une série dramatique pour Tom Selleck
- Emmy Award 1987 : meilleur acteur dans un second rôle dans une série dramatique pour John Hillerman

## Éditions vidéo

### DVD
La série des huit saisons est disponible en huit coffrets DVD chez Universal, et un gros coffret « Intégrale » des huit saisons sort en octobre 2008. À partir de la troisième saison, tous les épisodes ne sont plus qu'en VF. La dernière saison est également doublée en néerlandais.
Un nouveau coffret « Intégrale » des huit saisons sort le 6 octobre 2015 chez Universal Pictures (ASIN B00YWCVYU2). Seules les deux premières saisons bénéficient de la version originale sous-titrée.

### Blu-ray
L'intégrale de la série est sortie en Blu-ray en décembre 2019 (éditeur Éléphant Films) dans une version remastérisée, avec la version originale en anglais et la version française, ainsi que les sous-titres français pour l'ensemble des épisodes (161 épisodes sur 31 Blu-ray).
Un second coffret, intitulé « Édition spéciale », sort en août 2020 (même éditeur) avec les mêmes caractéristiques que le précédent mais avec 162 épisodes indiqués.
Il existe aussi des coffrets Blu-ray de cette version, remastérisée pour chacune des 8 saisons.
Dans les 10 premiers épisodes Blu-ray de la saison 1, la musique jazzy du générique de la série originale a été remplacée par la musique de Mike Post. La musique originelle de Ian Freebairn-Smith a par contre été conservée dans les génériques de fin quand elle y était présente.

## Remake
En 2018, CBS diffuse le remake de la série. Jay Hernández y reprend le rôle de Thomas Magnum.